# Il était une fois dans le Queens
Pour plus de détails, voir Fiche technique et Distribution.
Il était une fois dans le Queens (A Guide to Recognizing Your Saints)  est un drame biographique américano-britannique écrit et réalisé par Dito Montiel et sorti le 29 septembre 2006. 

## Synopsis
Dito a quitté son New York natal pour la Californie où il a fait sa vie comme auteur. Mais plus de quinze ans après son départ précipité, à la suite d'événements tragiques survenus durant l'été 1986 dans le quartier du Queens où il vivait, il retourne dans son quartier d'enfance, le plus violent de New York, à la suite d'un appel de sa mère et d'un ami, car son père, épileptique, est gravement malade. Ce retour est pour lui l'occasion de faire face à ce père, retrouver des amis et son amour de jeunesse.

## Fiche technique
- Titre original : A Guide to Recognizing Your Saints
- Titre français : Il était une fois dans le Queens
- Réalisation : Dito Montiel
- Scénario : Dito Montiel, d'après son roman autobiographique A Guide to Recognizing Your Saints
- Musique : Jonathan Elias
- Photographie : Eric Gautier
- Montage : Jake Pushinsky, Christopher Tellefsen
- Production : Clara Markowicz, Charlie Corwin, Trudie Styler, Travis Swords, Robert Downey Jr., Sting : producteurs
- Sociétés de production : Belladonna Productions, Original Media, Xingu Films : sociétés de production
- Sociétés de distribution :  First Look International, Metropolitan Filmexport
- Pays d’origine :  États-Unis et  Royaume-Uni
- Langue originale : anglais
- Format : couleurs - 35mm - 1.85:1 -  Son Dolby numérique
- Genre : Drame et biopic
- Durée : 98 minutes
- Dates de sortie :
  - États-Unis : 29 septembre 2006 (sortie limitée), 13 octobre 2006
  - France : 5 septembre 2006 (Festival du film américain de Deauville)
- Dates de sortie en DVD :
  - États-Unis : 20 février 2007
  - France : 1er juin 2010

## Distribution
- Robert Downey Jr. (VF : Jean-Pierre Michael) : Dito Montiel
- Shia LaBeouf (VF : Alexis Tomassian) : Dito Montiel, jeune
- Channing Tatum (VF : Emmanuel Garijo) : Antonio, jeune
- Chazz Palminteri (VF : Hervé Bellon) : Monty Montiel, le père de Dito
- Dianne Wiest : Flori Montiel, la mère de Dito
- Rosario Dawson : Laurie
- Melonie Diaz : Laurie, jeune
- Adam Scarimbolo : Giuseppe
- Eric Roberts : Antonio
- Scott Campbell : Nerf
- Peter Tambakis :  Nerf, jeune
- Federico Castelluccio : le père de Giuseppe et d'Antonio
- Martin Compston (VF : Donald Reignoux) : Mike O'Shea
- Anthony de Sando : Frank

## Accueil

### Accueil critique
Il était une fois dans le Queens reçoit en majorité des critiques moyennes. L'agrégateur Rotten Tomatoes rapporte que 75 % des 93 critiques ont donné un avis positif sur le film, avec une moyenne assez bonne de 6,6/10 . L'agrégateur Metacritic donne une note de 67 sur 100 indiquant des « critiques positives » .

### Box-office
Le site Box Office Mojo rapporte que le film a rapporté environ 2 millions de dollars (500 000 en national et 1,5 million à l'international). 	 
| Pays ou région     | Box-office | Date d'arrêt du box-office | Nombre de semaines |
| ------------------ | ---------- | -------------------------- | ------------------ |
| États-Unis/ Canada | 517 809 $  | 1er octobre 2006           | 8                  |

## Distinctions

### Récompenses
- 2006 : meilleur réalisateur (film dramatique) au festival du film de Sundance pour Dito Montiel ;
- 2006 : prix spécial du jury au festival du film de Sundance pour Robert Downey Jr., Shia LaBeouf, Rosario Dawson, Chazz Palminteri, Dianne Wiest et  Channing Tatum ;
- 2006 : meilleur acteur (film dramatique) au festival international du film de Gijón pour Adam Scarimbolo ;
- 2006 : prix de la semaine de la critique à la Mostra de Venise pour Dito Montiel ;
- 2006 : prix Isvema à la Mostra de Venise pour Dito Montiel.

### Nominations
- Sept nominations[Quoi ?][Où ?]

### Commentaires
- Le titre français du film, Il était une fois dans le Queens, fait référence aux titres français d'Il était une fois le Bronx de Robert de Niro, où jouait déjà Chazz Palminteri, et à ceux de la trilogie de Sergio Leone sur l'histoire américaine, dont Il était une fois en Amérique où Robert de Niro jouait notamment le rôle principal, ainsi qu'aux deux autres, Il était une fois dans l'Ouest et Il était une fois la révolution.